# Sarsiflustra abyssicola
Sarsiflustra abyssicola är en mossdjursart som först beskrevs av G.O Sars 1872.  Sarsiflustra abyssicola ingår i släktet Sarsiflustra och familjen Flustridae. Inga underarter finns listade i Catalogue of Life.